# Lokaloka
Lokaloka, of Loka, is een dorp in het ressort Paramacca in het district Sipaliwini in Suriname. Het ligt op een eiland in de Marowijne, en er wonen marrons van het volk Paramaccaners. Lokaloka is het laatste dorp van het stamgebied van de Paramaccaners.

## Geschiedenis
De inwoners van Lokaloka hebben hun oorsprong in ongeveer 150 slaven die rond 1830 ontsnapten van koffieplantage Molhoop aan de Cotticarivier. De marrons werden geleid door Da Asede die Lokaloka stichtte als woonplaats. Het eiland meet 500 meter bij 100 meter. Het is praktisch volgebouwd, en is daarom uitgebreid aan de rivieroever. Ongeveer 150 personen wonen op het eiland, een 50 verblijven aan de Surinaamse rivieroever.

## Overzicht
Lokaloka heeft een school, maar geen kliniek, en is aangewezen op Nason. Er is een Chinese supermarkt en een overnachtingsplaats aan de rivieroever, Het dorp heeft elektriciteit met dieselgenerators, geen drinkwatervoorziening, maar wel mobiele telefoon.
Lokaloka kan alleen per boot worden bereikt en ligt op 2 uur varen van Langatabiki. Er zijn plannen om de weg van Snesiekondre door te trekken naar Lokaloka.
In 2016 was Hendrik Ceder de kapitein van het dorp.
Koina · Langatabbetje · Lokaloka · Nason · New Libi · Sikisani · Snesiekondre · Stoelmanseiland